# Bàndicut del desert
El bàndicut del desert (Perameles eremiana) és un bàndicut extint que vivia als paisatges àrids del centre d'Austràlia. L'últim espècimen fou trobat el 1943 a la Canning Stock Route d'Austràlia Occidental. Es creu que està extint. Mesurava uns 180–285 mm de llargada, amb una cua d'uns 100 mm. Tenia les orelles llargues i semipuntades, les soles de les potes posteriors peludes i, en algunes àrees, un color taronja mat als flancs i l'esquena, a diferència del típic marró dels bàndicuts. No se'n coneix la dieta amb certesa, però es diu que incloïa formigues escarabats, larves i tèrmits.